# Георги Мандажиев
Георги Мандажиев (Мандаджиев) е български революционер, деец на Вътрешната македоно-одринска революционна организация.

## Биография
Георги Мандажиев е роден в неврокопското село Долно Сингартия, което тогава е в Османската империя. Влиза във ВМОРО и е член на селския революционен комитет. Мандажиев е един от организаторите на канала за оръжие от Лъджене за Неврокопско. По време на Илинденско-Преображенското въстание през лятото на 1903 година е войвода на селската чета.